# Insch
Insch (in gaelico scozzese: An Innis o Innis Mo Bheathain) è un villaggio di circa 2.900 abitanti della Scozia orientale, facente parte dell'area amministrativa dell'Aberdeenshire.
Nelle vicinanze vi si trova il Castello di Dunnideer.